# Nachal Snunit
Nachal Snunit (hebrejsky: נחל סנונית) je krátké vádí v severním Izraeli, ve vysočině Ramat Menaše a v pobřežní nížině.
Začíná v nadmořské výšce okolo 100 metrů nad mořem, na západním okraji vysočiny Ramat Menaše, severně od obce Avi'el. Odtud vádí směřuje k jihozápadu zalesněnou krajinou. Pak vstupuje do pobřežní nížiny, respektive do jejího výběžku nazývaného údolí Bik'at ha-Nadiv, na jehož okraji ústí zprava do vádí Nachal Taninim. V okolí vádí se dochovaly zbytky římského inženýrského systému, který přiváděl vodu do nedalekého pobřežního města Caesarea Maritima.